# Patrick Straram
Patrick Straram (né Patrick Marrast), connu aussi sous le pseudonyme Le Bison ravi (né à Paris le 12 janvier 1934, mort à Longueuil le 6 mars 1988) est un écrivain québécois d'origine française. Il est aussi un critique de musique et de cinéma.

## Biographie

### Naissance et jeunesse
Patrick Marrast dit Straram est né à Paris le 12 janvier 1934. Son père, Enrich Straram, travaille pour la Radio française et la Société immobilière des théâtres de Champs-Élysées. Son grand-père est le chef d'orchestre Walter Straram,.
Patrick Straram est un élève au lycée Jeanson-de-Sailly qu'il quitte vers l'âge de 14 ans. Il ne complète donc pas ses études secondaires. Il occupe divers emplois et fréquente les cafés et caves de Saint-Germain-des-Prés au début des années 1950, où il devient un amateur de jazz. Il fait la connaissance de Guy Debord et Ivan Chtcheglov, et s'implique au sein du mouvement de l'Internationale lettriste. En 1954, ses beaux-parents l'invitent à venir au Canada pour qu'il puisse éviter de faire son service militaire,,. Il arrive à Vancouver en Colombie-Britannique où il devient bûcheron.

### Carrière
À partir de 1958, ayant emménagé à Montréal, il écrit pour Radio-Canada. Cette même année, il reprend contact avec Guy Debord, se rapproche de l'Internationale situationniste et fera paraître le premier et unique numéro de la revue situationniste Cahier pour un paysage à inventer en mai 1960. En 1959, il crée le tout premier cinéma d'essai au Québec avec Jean-Paul Ostiguy, le Centre d'art de l'Élysée.
Il obtient sa citoyenneté canadienne le 31 août 1960.
En 1963, il cofonde la revue Parti pris, et en 1974, il cofonde la revue Chroniques. Il écrit pour divers journaux et périodiques, entre autres sur le cinéma et le jazz :  La barre du jour, Les herbes rouges, Le jour, Cité libre, Liberté, Maclean's, TV hebdo, Écrits du Canada français, Le Devoir, Sept Jours, Point-de-vue, Hobo-Québec, ainsi que Parti pris et Chroniques. Patrick Straram est membre de l'Association québécoise des critiques de cinéma,.
À la fin des années 1960, il est invité en Californie où il écrit Irish coffees au no name bar & vin rouge valley of the moon. Au début des années 1970, il revient au Canada. Dans les années 1970, il commence à publier aux éditions L'Obscène nyctalope, à L'Aurore et aux Herbes rouges.
En 1975, son roman La Faim de l’énigme, inspiré par les œuvres de Boris Vian, sort aux éditions de l'Aurore. De 1978 à 1979, il anime l'émission Blues clair (nom qu'il accolera à tous ses écrits ultérieurs) à Radio-Canada, sous le pseudonyme de Bison ravi (une anagramme de Boris Vian).
Sa pensée et son œuvre s'inspirent à la fois de son expérience de l'avant-garde française (l'Internationale Lettriste et l'Internationale situationniste), de la pensée marxiste qui existe au Québec dans les années 1960 et 1970, de même que la contre-culture qui provient des États-Unis. « Plus anarchiste que gauchiste, profondément allergique à toute forme d'autorité, il s'accommode du système libéral sans jamais parvenir à s'intégrer dans la structure sociale ». L'intérêt de Patrick Straram pour la vie quotidienne s'inspire aussi grandement de la pensée du philosophe Henri Lefebvre.
Patrick Straram meurt le 6 mars 1988. Juste avant sa mort, alors qu'il était malade, Jean-Gaétan Séguin le filmait. Le résultat est une œuvre vidéo intitulée Mourir en vie — Patrick Straram le bison ravi.
Le fonds d'archives de Patrick Straram est conservé au centre d'archives de Montréal de Bibliothèque et Archives nationales du Québec.

## Œuvre

### Poésie
- En train d'être en train vers où être, Québec... : graffito folk-rock, Montréal, L'Obscène nyctalope, 1971, 28 p.
- Irish coffees au no name bar & Vin rouge valley of the moon : graffiti / folk-rocks, Montréal, L'Exagone / L'Obscène nyctalope, 1972, 249 p.
- 4 X 4 / 4 X 4, Montréal, Les Herbes rouges, 1974, 64 p.
- Questionnement socra/cri/tique, Montréal, L'Aurore, coll. « Écrire », 1974, 263 p. (ISBN 0885320174)
- Bribes 1. Pré-textes & Lectures, Montréal, L'Aurore, coll. « Écrire », 1975 (ISBN 0885321081)
- Bribes 2. Le Bison ravi fend la bise, Montréal, L'Aurore, 1976 (ISBN 088532112X)
- Blues clair : Tea for one / No more tea, Montréal, Les Herbes rouges, 1983, 64 p. (ISBN 289272001X)
- Blues clair : Quatre quatuors en trains qu'amour advienne (avec Francine Simonin: illustratrice), Saint-Lambert, Éditions du Noroît, 1984, 125 p. (ISBN 978-2-89018-083-3)
- La veuve blanche et noire un peu détournée (préface de Jean-Marie Apostolidès & Boris Donné), Paris, Sens & Tonka, coll. « 11/vingt », 2006 (publication posthume), 92 p. (ISBN 2-84534-142-3)

### Écrits sur le cinéma
- One + One Cinemarx et Rolling Stones, Montréal, Les Herbes rouges, 1971, 109 p.
- Gilles cinéma Groulx le lynx inquiet (avec Jean-Marc Piotte Pio le fou), Montréal, Les Herbes rouges, 1971, 109 p.

### Roman et récits
- La faim de l'énigme, Montréal, L'Aurore, coll. « L'Amélanchier », 1975, 170 p. (ISBN 088532031X)
  - Réédition: La Faim de l'énigme (préface de Philippe Haeck), Montréal, VLB, 1991 (publication posthume), 228 p. (ISBN 978-2-89005-308-3)

- Les bouteilles se couchent : fragments, Paris, Éditions Allia, 2006 (publication posthume), 139 p. (ISBN 2-84485-214-9)

### Entretiens et correspondances
- Patrick Straram ou Le bison ravi : récit, Montréal, Guernica, 1991, 46 p. (ISBN 978-2-89135-030-3)
- Lettre à Guy Debord ; précédée d'une Lettre à Ivan Chtcheglov (préface de Jean-Marie Apostolidès & Boris Donné), Paris, Sens & Tonka, coll. « 11/vingt », 2006, 83 p. (ISBN 2-84534-149-0)
- D'une révolution à l'autre. Correspondance Debord-Straram suivi de Cahier pour un paysage à inventer et autres textes, présentation et édition critique par Sylvano Santini, les Presses de l'Université de Montréal, 2023.

### Ouvrages collectifs
- Cahier pour un paysage à inventer no. 1 (avec Gilles Leclerc, Gaston Miron, Guy-Ernest Debord, et al.), Montréal, 1960, 103 p.

- « 20 000 draughts sous les tables », dans Guy Haché (Dir.), Écrits de la taverne Royal, Montréal, Éditions de l'Homme, 1962, 139 p.
- « Tea for one 2, hypojazz », dans Raôul Duguay (Dir.), Musiques du Kébek, Montréal, Éditions du jour, 1971, 331 p.
- Portraits du voyage (en collaboration avec Jean-Marc Piotte et Madeleine Gagnon), Montréal, L'Aurore, 1975, 95 p. (ISBN 0885320328)

## Filmographie
- 1963 : À tout prendre de Claude Jutra, acteur
- 1964 : Fabienne sans son Jules de Jacques Godbout, scénario et acteur
- 1964 : La Terre à boire de Jean-Paul Bernier, scénario et acteur
- 1973 : L'Homme des tavernes de Pierre Gayraud et Giselle Kirjner, intervenant
- 1973 : L' ou 'L de Jean Gagné et Serge Gagné, intervenant (déclaration Pour un Front commun des travailleurs culturels du Québec)
- 1975 : Une semaine dans la vie de camarades de Jean Gagné et Serge Gagné, intervenant
- 1983 : La Couleur encerclée de Jean Gagné et Serge Gagné, acteur dans le rôle du Dr Élias Maltais